# Renault 20/30

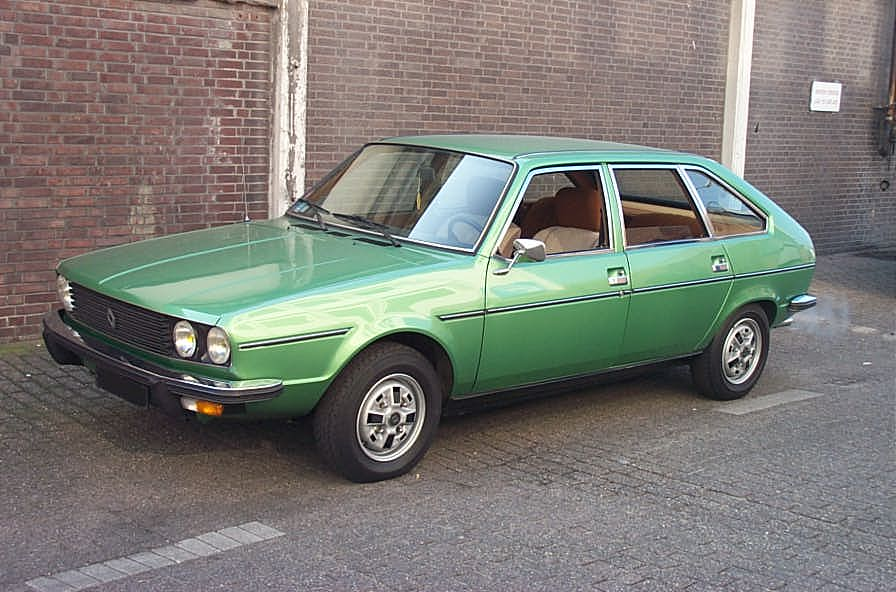
Renault 30

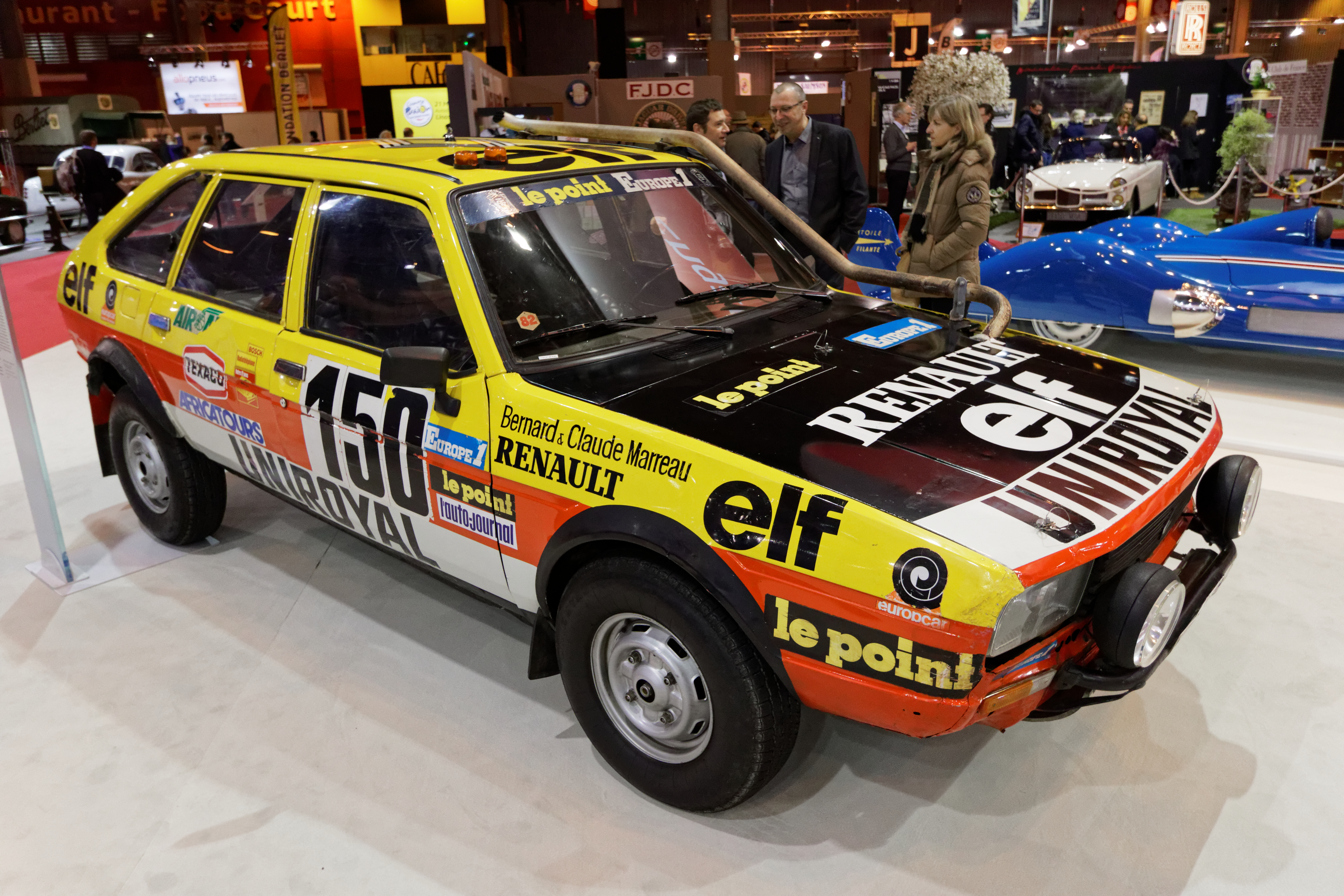
Renault 20 Turbo 4X4 братьев Моро

Модели Renault 20 и Renault 30 производились французской компанией Renault в 1975—1984 годах и были на то время самыми дорогими и престижными моделями Renault. Технически они были практически идентичны, разница состояла в том, что модель Renault 30 имела лучшее оснащение и комплектовалась только топовыми двигателями: бензиновым V6 и 2,1-литровым турбодизелем, внешне Renault 30 отличалась четырьмя круглыми передними фарами. На Renault 20 устанавливались только рядные 4-цилиндровые двигатели, а комплектации были более скромные (внешне модель отличалась двумя прямоугольными фарами спереди). Всего было произведено свыше 145 тысяч Renault 30 и 622 тысяч Renault 20.

## Общая информация
Представленная в марте 1975 года Renault 30 TS была первой послевоенной моделью Renault с двигателем, количество цилиндров которого превышало 4. Это была одна из первых машин, на которой использовался двигатель PRV V6 объёмом 2664 см³, разработанный совместно с компаниями Peugeot и Volvo и ставившийся также на Peugeot 604 и Volvo 264. Мощность агрегата составляла 130 л. с., что позволяло разогнать модель до максимальных 185 км/ч.
Более доступная Renault 20, представленная на Парижском автосалоне 1975 года (ровно через 8 месяцев после Renault 30 TS), имела тот же кузов, отличаясь внешне только фарами — двумя прямоугольными против 4 круглых. Она оснащалась проверенным временем 4-цилиндровым мотором объёмом 1647 см³, доставшимся ей по наследству от модели Renault 16 TX. Мощность — 90 л. с. Лучшая топливная экономичность позволила использовать меньший бак — 60 л вместо 67 у 6-цилиндровой модели. Задние тормоза Renault 20 были барабанными, колёсные диски — меньшими, 13-дюймовыми, а модификаций было три — базовая L, более престижная TL и топовая GTL, по оснащению в целом идентичная модели Renault 30 TS. R20 и R30 по сути были версиями одной модели.
Для своего времени они были весьма продвинуты по части безопасности, обладая сминаемыми зонами спереди и защитой от бокового удара. Проблемы с надёжностью сопровождали модели на всём их жизненном цикле. Скоро стало ясно, что устаревший 90-сильный двигатель от модели-предшественницы Renault 16 TX был слишком слаб для того, чтобы оснащать им более крупную и тяжёлую модель Renault 20. На следующий год после начала производства двигатель был доработан (мощность увеличена до 96 л. с.), но это не исправило ситуацию коренным образом, кроме того, ценовой разрыв между неприемлемо маломощной Renault 20 и чересчур дорогой Renault 30 был огромным, потому, чтобы сблизить эти модели, была представлена Renault 20 TS, оснащённая новым 4-цилиндровым 2-литровым двигателем мощностью 109 л. с. (которым также оснащался Citroën CX и позже Peugeot 505), что было встречено покупателями с большим одобрением. В следующем году были представлены Renault 30 TX (более роскошная версия 30-й модели с мотором, оснащённым впрыском топлива) и Renault 20 Diesel, оснащённая безнаддувным дизельным мотором.
В 1981 году в модельную линейку добавили 2,2-литровый инжекторный двигатель (модификация Renault 20 TX), за которым последовал Renault 30 Turbo Diesel. Производство модели во Франции прекратили в октябре 1983 г., чтобы дать дорогу новому поколению хетчбэка Е-класса — Renault 25.

## Количество выпущенных авто
- R1270: 20/30 Turbo-D — 27 601
- R1271: 20 L/TL/GTL — 187 001
- R1272: 20 TS — 201 401
- R1273 — Неизвестно
- R1275: 30 TS — 68 401
- R1276: 20 TD/GTD — 84 801
- R1277: 20 LS/TS — 100 401
- R1278: 30 TX — 40 401
- R1279: 20 TX — 33 801

## Dacia 2000
В 1979—1980 годах румынский автопроизводитель Dacia собрал небольшую партию моделей Renault 20 под названием Dacia 2000, предназначенную исключительно для членов Политбюро РКП и спецслужб Румынии. Эти автомобили окрашивались только в черный или темно-синий цвет.

## Автоспорт
Братья Клод и Бернар Моро на специально подготовленном Renault 20 Turbo 4x4 выиграли Ралли «Дакар-1982», принеся единственную на пока победу для Renault в этом легендарном марафоне.

## Хронология модели
- Март 1975 — Представлен Renault 30 TS, большой 5-дверный хетчбэк, доступный только в одной комплектации, TS, с двигателем PRV V6 2664 см³, разработанным совместно компаниями Peugeot, Renault и Volvo. На выбор предлагались 4-ступенчатая механическая коробка передач или 3-диапазонный «автомат», модель была оснащена усилителем руля, четырьмя круглыми фарами спереди, электрическими стеклоподъёмниками и центральным замком.
- Ноябрь 1975 — Представлен Renault 20 в модификациях L, TL и GTL, оснащённый меньшим 4-цилиндровым двигателем объёмом 1647 см³ (90 л. с.) и механической 4-ступенчатой коробкой передач. Все три версии имели две прямоугольные фары спереди (чем и отличались от Renault 30). Модификация L имела самое базовое оснащение и была лишена даже колпаков на колёсных дисках. У TL было лучшее оснащение, а GTL по оснащению была практически идентична Renault 30 TS. Автоматическую коробку передач можно было заказать для версий R20 TL и R20 GTL.
- 1976 — Мощность двигателя 1647 см³ модели Renault 20 была поднята до 96 л. с.
- Конец 1977/начало 1978 — Модификацию R20 L убрали из модельного ряда из-за скромных продаж; её присутствие в модельном ряду было оправдано только низкой ценой. Все модели получили приборную панель нового стиля. Мощность Renault 30 TS упала со 130 до 125 л. с. Можно было заказать фирменные стальные диски с шинами Michelin TRX.
- Июль 1977 — Представлена модификация Renault 20 TS, оснащённая новым двигателем 1995 см³ (109 л. с.) и 4-ступенчатой механической либо 3-диапазонной автоматической коробками на выбор. Оснащение было в основном то же, что и в R20 GTL.
- Октябрь 1978 — Представлена модификация Renault 30 TX с более мощной (144 л. с.) версией двигателя V6 2664 см³, оснащённой впрыском Bosch K-Jetronic, 5-ступенчатой ручной или 3-диапазонной автоматической коробкой передач, электростеклоподъёмниками по кругу, велюровым салоном и подголовниками спереди и сзади.
- 1979 — Все модели получили заднюю противотуманку со сторонымводителя и ремни безопасности для задних пассажиров. Для модели Renault 20 TS стала доступна 5-ступенчатая коробка передач, а Renault 30 TS получила более мощный двигатель (130 л. с.) и карманчик в противосолнечном козырьке водителя.
- 1979 — Представлена модификация Renault 20 LS, технически идентичная R20 TS, но по оснащению идентична R20 TL.
- Сентябрь 1979 — Представлена модификация Renault 20 Diesel (в вариантах TD и GTD) с новым дизелем объёмом 2068 см³ мощностью 67 л. с., 5-ступенчатой коробкой передач, усилителем руля.
- 1980 — Полный рестайлинг интерьера, с новой передней панелью от Renault Fuego. Для всех бензиновых моделей появилась возможность заказать автоматическую трансмиссию. Версии Renault 30 TS/TX получили хромированную окантовку решётки радиатора.
- 1981 — Все модели Renault 20 получили двухконтурную тормозную систему, производство R20 GTL было прекращено, и R20 TL осталась единственной моделью с 1,6-литровым двигателем. Renault 30 TX получила новые бамперы.
- 1981 — Прекращено производство Renault 30TS.
- 1981 — Появилась модификация 20 TX с новым двигателем 2,2 л мощностью 115 л. с., также в модельный ряд Рено 20 добавлен новый 2-литровый дизель мощностью 60 л. с.
- 1982 — Представлена модификация Renault 30 Turbo D с новым турбодизелем мощностью 85 л. с.
- 1983 — Прекращение производства R20 и R30, их замена на Renault 25.